# Real Audiencia von Manila

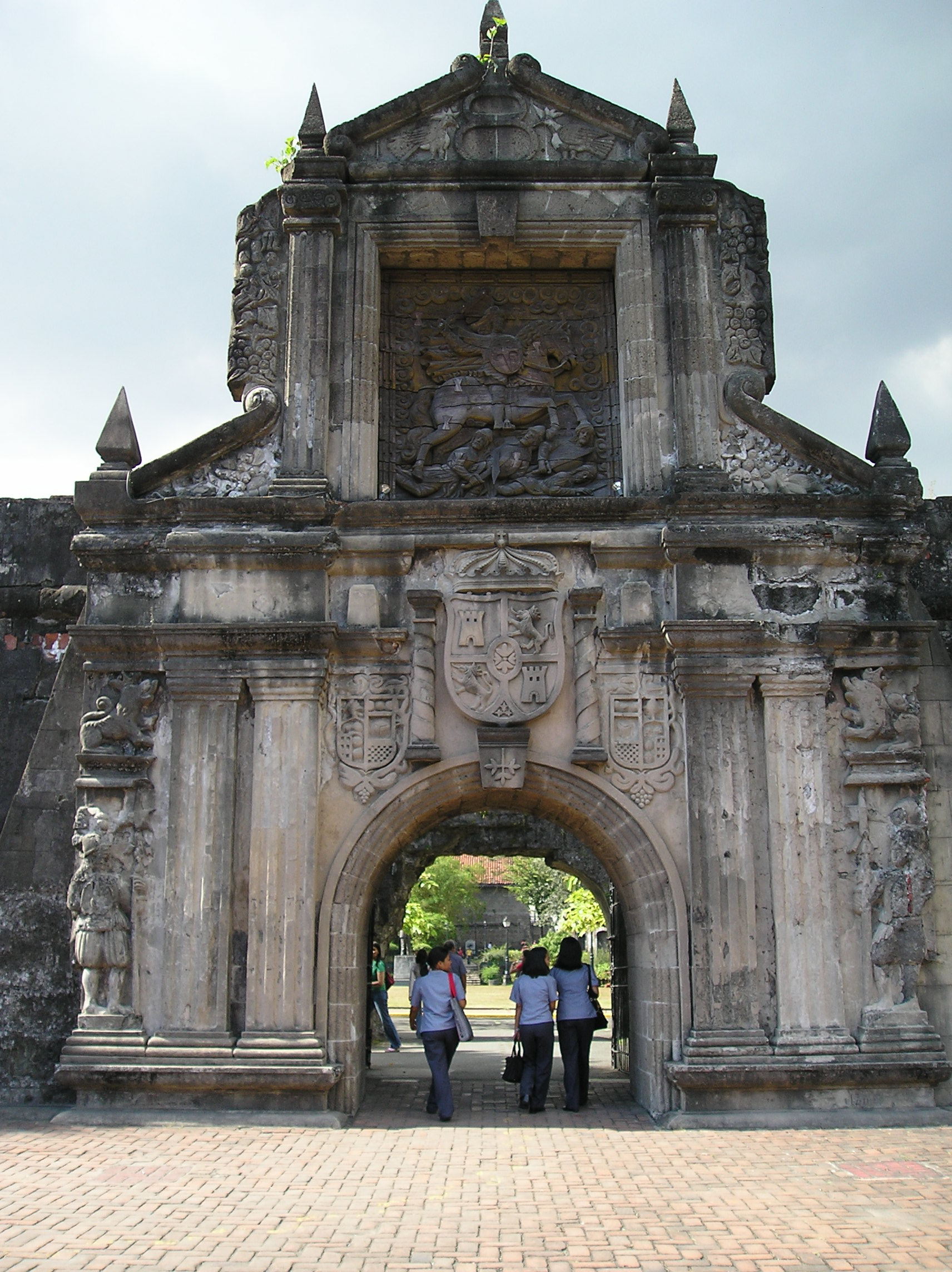
Die Real Audiencia von Manila hatte ihren Sitz im Zentrum der Stadt

Die Real Audiencia von Manila (vollständig spanisch Audiencia y Cancillería Real de Manila) war ein Gerichtshof in Manila, eine Institution der Kolonialverwaltung und zugleich ein Gerichtsbezirk (Real Audiencia) der spanischen Krone. Sie bestand von 1583 bis 1821 im Rahmen des Vizekönigreichs Neuspanien und bis 1898 im Rahmen der spanischen Kolonialverwaltung der Philippinen.

## Die Rolle derReal Audienciasin den Kolonien
Nach der Eroberung von Mittel- und Südamerika (Conquista) durch die Spanier erließ König Karl V. die „Gesetze über Indien“ (spanisch: Leyes de Indias) sowie die „Neuen Gesetze“ (spanisch: Leyes Nuevas), in denen er die Verwaltung der überseeischen Kolonien im „Vizekönigreich Neu-Kastilien“ organisierte und regelte.
Für die Umsetzung der Gesetze und die Unterstützung der militärischen Gouverneure waren die Real Audiencias zuständig. Sie erfüllten damit Aufgaben in der Verwaltung und im Finanzwesen, die über die eines Gerichtshofes nach heutigem Verständnis weit hinausgingen, zumal eine Gewaltenteilung unbekannt war. Neben einem Vorsitzenden und normalerweise vier Richtern (spanisch: Oidores) gab es einen Staatsanwalt (spanisch: fiscal), aber auch nachgeordnete Exekutivkräfte wie einen Büttel (spanisch: alguacil mayor), Polizeikräfte, Übersetzer usw.

## Die Gründung 1583
Nach der Entdeckung der Philippinen durch Ferdinand Magellan 1521 folgten mehrere spanische Expeditionen. 1565 nahm Spanien die Inselgruppe formal in Besitz, und von 1569 bis 1571 folgte die militärische Eroberung durch spanische Truppen unter Miguel López de Legazpi. Der Gouverneur und Generalkapitän der Philippinen war dem 1530 gegründeten Vizekönigreich Neuspanien unterstellt und hatte an den Vizekönig in Mexiko-Stadt zu berichten.
Mit Urkunde vom 5. Mai 1583 befahl König Philipp II. die Einrichtung einer Real Audiencia in Manila. Diese nahm 1584 ihren Betrieb auf. Die Audiencia von Manila war damit die erste (und einzige) Audiencia der Spanier in Asien. Bei ihrer Gründung bestanden bereits Audiencias auf dem amerikanischen Kontinent: Santo Domingo (1511), Mexiko-Stadt (1527), Panamá (1538), Lima (1543), Guatemala (1543) und Guadalajara (1548).
Erster Vorsitzender der Audiencia von Manila war Santiago de Vera, der als frisch ernannter Gouverneur von Mexiko kommend auf die Philippinen entsandt wurde; als Oidores wurden ihm Melchor de Avalos und Pedro de Rojas an die Seite gestellt. Vera empfand die Audiencia als Einschränkung seiner Macht als Gouverneur; er löste die Audiencia 1590 eigenmächtig auf und schickte die Oidores nach Neuspanien zurück.
Unter dem Gouverneur Francisco Tello de Guzmán, der sein Amt 1596 antrat, wurde sie wieder aufgebaut und ab 1598 besetzt.

## Zuständigkeitsgebiet
Die Audiencia von Manila war für die spanischen Philippinen sowie nominell für China zuständig.

## Konkretisierung der Aufgaben 1680
Mit der Recopilación de Leyes de Indias fasste die spanische Krone 1680 die Einzelbestimmungen in der Neuen Welt, die über die Jahre erlassen worden waren, zu einem Gesetzestext zusammen. Für die Audiencia von Manila wurde eine Zahl von vier Oidores festgelegt.

## Englische Eroberung 1762
Im Jahre 1762 eroberten englische Truppen unter Befehl von Admiral Samuel Cornish Manila. Unter Führung des Oidors Simón de Anda gelang es einigen Spaniern, ins Landesinnere zu fliehen und von dort die Engländer in einen Guerilla-Krieg zu ziehen. Mit dem Pariser Frieden von 1763 erhielten die Spanier die Philippinen zurück, und die Audiencia konnte ihre Arbeit in Manila fortsetzen.

## 19. Jahrhundert
Mit der mexikanischen Unabhängigkeit 1821 endete das Vizekönigreich Neuspanien. Die spanische Regierung verwaltete von da an die Philippinen direkt von Madrid aus; der Gouverneur berichtete direkt nach Spanien.
1893 gingen Teile der Kriminaljustiz an neugegründete Gerichtshöfe in Cebu und Vigan über.

## Auflösung
Mit der Gründung der Unabhängigkeitsbewegung Katipunan und der Revolution von 1896 verloren Gouverneur und Audiencia nach und nach ihre Hoheit.
Als die USA im Spanisch-Amerikanischen Krieg die Spanier besiegten, sprach der Friedensvertrag von Paris die Philippinen den USA zu. Nachdem die Amerikaner bis 1901 die auch Filipinos im Philippinisch-Amerikanischen Krieg besiegt hatten, gingen Verwaltung und Justiz nach Maßgaben, die von der Taft-Kommission festgelegt wurden, auf die halbautonomen Philippinen über.